# ويليام غراهام هندرسون ماكسويل
ويليام غراهام هندرسون ماكسويل (بالإنجليزية: William Graham Henderson Maxwell)‏ هو إحاثي أسترالي، ولد في 1929، وتوفي في 18 يوليو 1999.